# Turquestán
El Turquestán o Turkestán
es una región histórica de Asia Central que se sitúa entre el mar Caspio y el desierto del Gobi, y que está poblada mayoritariamente por pueblos túrquicos.
En idioma turcomano se llama Türküstan (literalmente ‘país de los turcos’).
Se suele dividir tradicionalmente en dos zonas, separadas por las cadenas montañosas del Tian Shan (Tengri Tagh) y de la cordillera del Pamir.
Al este de ellas se localiza el Turquestán Oriental, que se corresponde con la región autónoma china de Sinkiang, mientras que al oeste se ubica el Turquestán Occidental, dividido en las antiguas repúblicas soviéticas y hoy estados independientes de Kirguistán, Turkmenistán, Tayikistán, Uzbekistán y el Kazajistán meridional, así como el norte de Afganistán.

El Turkestán ruso en 1900, bajo el Imperio ruso.

Los pueblos mayoritarios del Turquestán, a los que actualmente se les da el calificativo de túrquicos, tienen un origen común y se caracterizan por hablar lenguas túrquicas y profesar predominantemente la religión islámica.
Estos pueblos partieron de la zona del macizo de Altái a lo largo del I milenio a. C. y se expandieron por la zona descrita, mezclándose con pueblos indoeuropeos y asiáticos del este.
Algunas tribus turcas rebasaron el área del Turquestán en diversas épocas históricas, llegando algunos, como los hunos, los búlgaros y los otomanos hasta Europa.
Algunas fuentes los relacionan con los mongoles, ya que en las invasiones ellos iban con los mongoles.